# Juryj Naŭrozaŭ
Juryj Michajlavič Naŭrozaŭ (in bielorusso Юрый Міхайлавіч Наўрозаў?; in russo Юрий Міхайлович Наврозов?, Jurij Michajlovič Navrozov; Minsk, 2 aprile 1998) è un tuffatore bielorusso.

## Biografia
Ha reappresentato la Bielorussia ai Giochi europei di Baku 2015 concorrendo nel trampolino 1 metro e nel 3 metri.
Ha inoltre partecipato a competizioni europee e mondiali.
Ha vinto la medaglia di bronzo nel trampolino 3 metri ai giochi mondiali militari di Wuhan 2019.

## Palmarès
- Giochi mondiali militari

Wuhan 2019: bronzo nel trampolino 3 m;
- Campionati bielorussi

2015: oro nel trampolino 3 m;
2016: argento nel trampolino 3 m; bronzo nel trampolino 1 m;